# セレブリティ・スキン
『セレブリティ・スキン』（Celebrity Skin）は、アメリカ合衆国のオルタナティヴ・ロック・バンドのホールの3枚目のスタジオ・アルバムである。アメリカ合衆国ではDGCレコード、世界各国ではゲフィン・レコードより1998年9月8日に発売された。これは2002年の解散前にバンドが発表した最後のアルバムである。ホールはこれを『プリティ・オン・ジ・インサイド』（1991年）と『リヴ・スルー・ディス』（1994年）でフィーチャーされていた、それまでのノイズやグランジに影響されたサウンドから大きく乖離させるつもりだった。バンドはプロデューサーのマイケル・バインホーンを雇い、『セレブリティ・スキン』の収録はロサンゼルス、ニューヨーク、ロンドンでのセッションなどで9ヶ月にわたって行われた。これはベーシストのメリッサ・オフ・ダ・マーが参加したバンドの唯一のスタジオ・アルバムである。ドラマーのパティ・シュメルはアルバムのためにデモを演奏したが、プロデューサーのバインホーンの提案でセッション・ドラマーのディーン・カストロノヴォに交替した。この問題によりシュメルとバンドの間に溝が生まれ、結果的に彼女はツアーに参加せず、グループとも袂を分かつこととなった。
バンドはカリフォルニアとカリフォルニア州を統一したテーマとし、1997年に「カリフォルニア・アルバム」として構想した曲作りを開始した。ホールのこれまでの作品とは異なり、『セレブリティ・スキン』にはバンド外のミュージシャン数人が楽器演奏で参加しており、特にビリー・コーガンは5曲のアレンジを共作している。オフ・ダ・マーの元バンド仲間のジョードン・ザドロズニーとゴーゴーズのギタリストのシャーロット・キャフィーも1曲に参加している。全曲の作詞を担当したフロントウーマンのコートニー・ラブはT・S・エリオットの「荒地」に影響を受けて書いた詩にちなんでアルバムとタイトル・トラックに名付けた。またアルバム全体を通して水と溺死がモチーフとなっている。
『セレブリティ・スキン』はホールにとって最も商業的に成功したアルバムである。アメリカ合衆国のBillboard 200で最高9位、オーストラリア・アルバム・チャートで最高4位、全英アルバムチャートで最高11位を記録した。通算でアメリカ合衆国だけで140万枚以上を売り上げ、またオーストラリアレコード産業協会（ARIA）からダブル・プラチナ認定、ミュージック・カナダ（MC）とアメリカレコード協会（RIAA）からはプラチナ認定を受けている。またタイトル曲「セレブリティ・スキン」はモダン・ロック・トラック・チャートで1位を獲得した。アルバムに対する批評家の反応も概ね好意的であり、『タイム』や『ヴィレッジ・ヴォイス』などの出版媒体で1998年の年末のベスト・ランキング入りを果たした。2013年の『NME』誌選出による最も偉大なアルバムでは265位となり、また書籍『死ぬ前に聴くべき1001枚のアルバム』にも掲載された。

## 制作

### 収録史
1995年9月、ホールは2枚目のスタジオ・アルバム『リヴ・スルー・ディス』（1994年）のプロモーションのため、1年にわたるツアーの最終公演を終えた。その後の活動休止期間中にホールのメンバーは個々のプロジェクトに取り組み始めた。フロントウーマンのコートニー・ラブは映画『ラリー・フリント』（1996年）のアルシア・フリント役に起用され、ウディ・ハレルソンと共演した。リードギタリストのエリック・アーランドソンはロドニー・ビンゲンハイマーとサーストン・ムーアと共に1996年から1997年までの短期間のプロジェクトであるロドニー&ザ・チューブ・トップスに取り組んだ。ベーシストのメリッサ・オフ・ダ・マーはリック・オケイセックのアルバム『トラブライジング』（1997年）に参加し、ドラマーのパティ・シュメルはレモンヘッズのトリビュート・アルバム『Schoolhouse Rock! Rocks』（1996年）にゲスト参加した。
ラブの『ラリー・フリント』のプロモーション後、バンドは『セレブリティ・スキン』用の新曲を書くために再結集した。ラブによると曲の初期バージョンは「あまり良くなかった」、「上手く書けなかった」という。しかしながらバンドがナッシュビル、メンフィス、ニューオーリンズなどのアメリカのいくつかの地域に拠点を移した後、曲は発展していった。ニューオーリンズ滞在中、バンドは「オーフル」（1999年）の初期バージョンや後に「ダイイング」や「ヒット・ソー・ハード」に発展する曲など、多くのデモを収録した。これらの作曲と収録の試みの間、ラブは曲がまとまらないと感じており、フラストレーションを募らせていた。アーランドソンは後に「全てがバラバラになっていくと感じた。（中略）あのレコードを作るのは正気の沙汰じゃなかった。各段階で障害があったんだ」と振り返った。方向性が定まっていないと感じたラブはカリフォルニア州を統一したテーマとして使い、作曲を始めることにした。彼女は「方向性を示すため」に「たとえそれが偽物であっても1つのコンセプトでこれを結びつけよう」と回想した。具体的にラブはカリフォルニアを「アメリカン・ドリームのメタファー」として解釈しようとした。

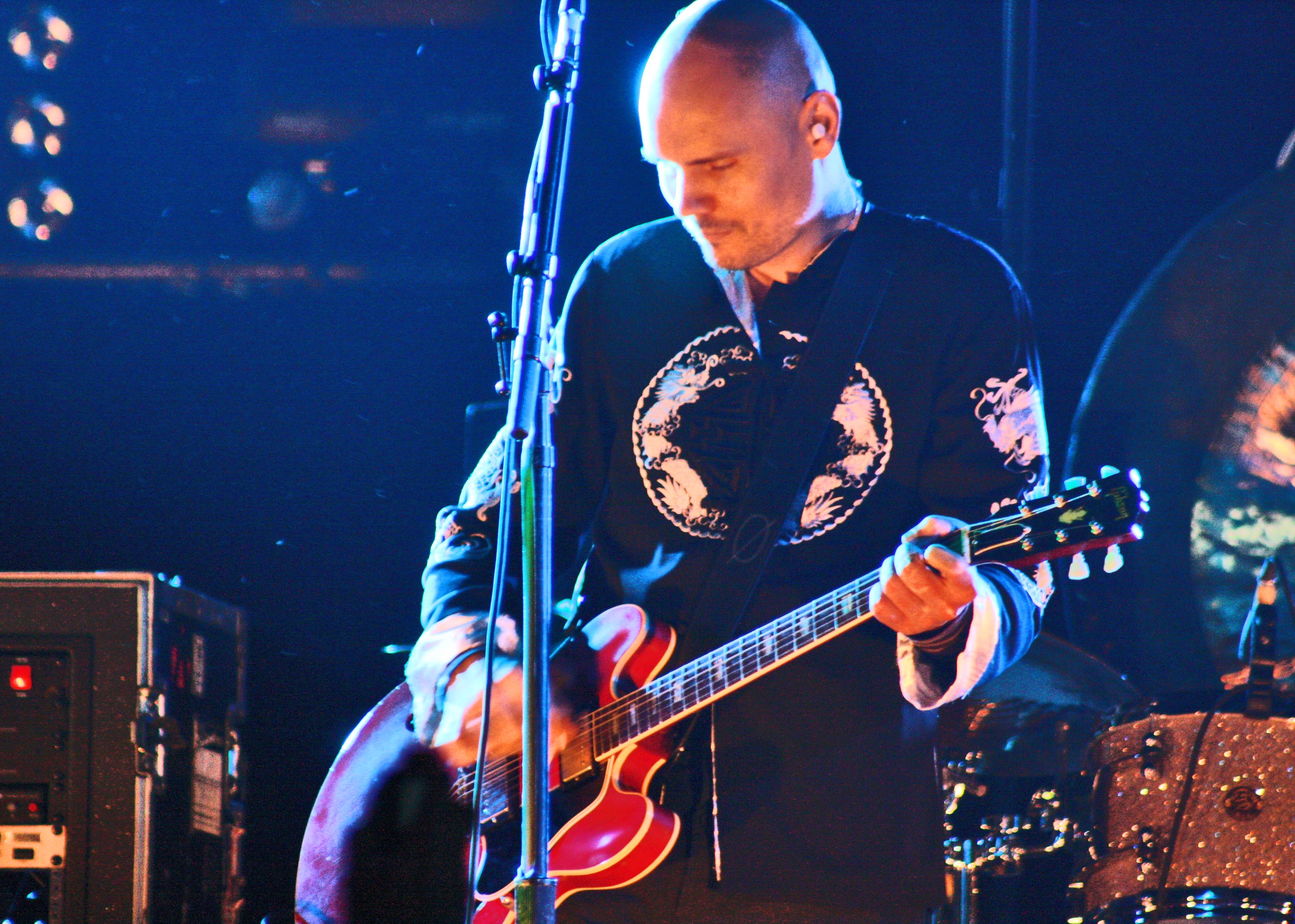
ラブの友人で元恋人のビリー・コーガンはこのアルバムのうち5曲の作曲に参加した。

1997年4月、バンドはロサンゼルスのコンウェイ・レコーディング・スタジオでアルバムのレコーディング・セッションを開始した。当初の計画ではブライアン・イーノに次ぐ第2候補であったビリー・コーガンをエグゼクティブ・プロデューサーに起用する予定であったが、コーガンは当初は録音プロセスには参加せず、貢献もしなかった。代わりにマイケル・バインホーンは製作責任者として雇われた。アルバムのレコーディング・セッションは8から9ヶ月にわたって様々な場所で行われた。アルバムの大半はコンウェイ・レコーディング・スタジオで収録されたが、追加分はロサンゼルスのレコード・プラント・ウェストとイギリスのロンソンのオリンピック・スタジオで行われた。最終的なレコーディング・セッションは1998年初頭にクアッド・スタジオで完了した。このセッションは1998年10月の『スピン』誌の記事にあるようにバンドの友人によってビデオ撮影された。オフ・ダ・マーによるとこのセッションは当時のラブの多忙なスケジュールに基づいたものであったという。彼女は「それは彼女のハリウッド期で、 マルボロ・ライトを立て続けに吸い、パーソナル・トレーナーと朝7時にビーチ行き、オーディションを受けていた。彼女は『ラリー・フリント』をやったばかりだった」と回想した。

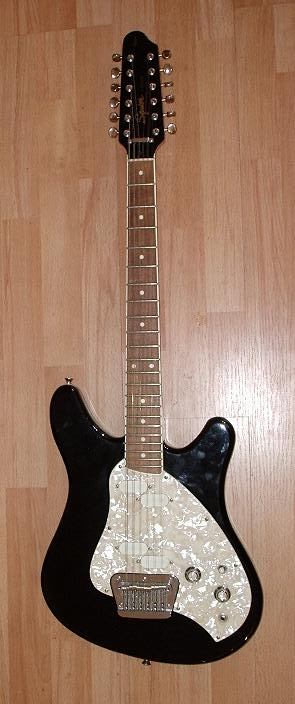
ラブはアルバムでフェンター・ヴィスタ・ヴィーナスのカスタムを演奏した

ラブによると、このアルバムのビジョンはドアーズ、ザ・ビーチ・ボーイズ、バーズのようなバンドのロサンゼルス伝統の「カリフォルニア・サウンドの解体」であったが、彼女は構成に苦心し、「マンネリ化」していると感じていた。曲の初期音源をビリー・コーガンに送った後、彼は合計12日間スタジオでバンドに加わった。ラブはスタジオでのコーガンの存在を「答えを教えず、自分で問題を解かせる数学教師」に例え、フランク・シナトラやビートルズの楽曲からメロディやフレージングだけではなくキー・チェンジも勉強させたと述べている:
（ビリーが）私にとって素晴らしいのは、彼が私にしてくれたことはエリックとメリッサとは何の関係もありません。それはわたしのためなのです。私はマンネリ化し、ベッドから出ることさえ出来ませんでした。このレコードを作りたくなかったし、何もしたくありませんでした。私はぼんやりとし、私の刃は鋭くなくなっており、そして彼はおそらくこの惑星上で私に挑める唯一の人物だったでしょう。エリック、メリッサ、パティは私の助けにはなりませんでした。彼らは皆、才能と技術がありましたが、私は彼らと家族的関係の中でバンドをやっていたので本当に私の助けになるだけの部外者ではありませんでした。
アルバムの12トラック中、コーガンは5トラックでインストゥルメンタル・ソングライティングを担当している。コーガンに加え、オフ・ダ・マーの元ティンカーのバンド仲間のジョードン・ザドロズニーとゴーゴーズのギタリストのシャーロット・キャフィーが「リーズンズ・トゥ・ビー・ビューティフル」の共同作曲に協力した。
『セレブリティ・スキン』の収録の際は様々なギター、エフェクター、機材が使用された。ラブはフェンダーの真空アンプ、マッチレス・アンプ、アンペグ・アンプ、そしてラブの亡き夫のカート・コバーンが所有していたランドールのコマンダーを使用した。セッション中のラブの主な使用ギターはカスタムのフェンター・ヴィスタ・ヴィーナスとチェット・アトキンスのグレッチだった。エランドソンのギター・セットアップはより複雑であり、バインホーンと共にアレンジしたセットアップで多数のギターを様々なエフェクトを通して使用した。彼は『リヴ・スルー・ディス』の収録時でも使ったヴェレノのギター3本と1968年のフェンダー・テレキャスター、そして「その他多数のギター」を使用した。それぞれのギターからの信号は2つのチャンネルに分けられた。片方のチャンネルにはテック21のサンズアンプ、サージのモジュラー・システム、ARP 2600、ボーディの周波数シフターを備えたモーグのモジュラー・システムなどを含むヴィンテージのアナログのシンセサイザーが含まれた。もう一方には「大量のロー・エンドを提供」するワトキンスのドミネーターと後に製作過程で使用されたジェネレーターが含まれた。収録は1998年2月下旬にロンドンで正式に完了した。

#### ドラム・トラック
アルバムでクレジットされているものの、パティ・シュメルはデモ用のドラム・トラックを録音しただけであり、最終的なレコーディング・セッションではセッション・ドラマーのディーン・カストロノヴォに交代した。したがって彼女のドラムは完成したトラックでは使われていない。シュメルによると収録を始めた頃、バインホーンはスタジオで彼女を積極的に「精神的に追い込んで」いたという。録音に携わっていた音響技師のクリス・ホワイトマイヤーによると、バインホーンはシュメルのドラムのテイクを何度も要求し、彼女が演奏している間はサウンドブースの音量を落として新聞を読んでいたという。ホワイトマイヤーはシュメルが2週間以上にわたって1日8時間スタジオでドラムを叩き続けており、バインホーンは「パティが諦めるのを望んでいた」と述べている。シュメルは後にレコーディング・セッションを「アスレチック・トレーニング」にたとえた。シュメルが2週間以上の録音を済ませた後、バインホーンはラブをスタジオに呼び出し、シュメルの「最も弱い演奏」のループを聴かせ、代替案としてカストロノヴォを勧めた。バインホーンはまたシュメルはスタジオで「レッド・ライト・フォーバー」の状態、つまり彼がレコーディングを開始すると自分が何を演奏していたかを忘れてしまうとラブに伝えていた。ホワイトマイヤーは、カストロノヴォがラブや他のメンバーがシュメルのドラム・トラックを聴く前からバインホーンによって収録のための演奏を依頼されており、彼は早い段階から「すべてを計画していた」と主張した。
この出来事によりシュメルはスタジオを去り、和解を要求し、バンドとの関係を絶った。数ヶ月後、シュメルは事前の合意によりアルバムのプロモーション写真の撮影に参加したが、サポートするためのバンド・ツアーは拒否した。2002年、ラブはキャリー・フィッシャーによるインタビューでアルバムでのシュメルは交替したことを認めた:
何年も何年も私のドラマーだったパティは2年間ほど（ロサンゼルスの）ダウンタウンでクラック漬けのテント生活をしていた。私はプロデューサーに彼女は最低だと言わせ、テープを聴かせるのを許すという「クラシック・ロック」的なひどいことをした。これはロック界の悪習のようなもので、彼が急造した最低のサウンドテープを聴かせた。彼はずっとある男を子分にしていた。（中略）レコーディング期間中に彼女をバンドから追い出したので、私は彼女の人生を2年間台無しにしてしまった。

### 音楽とアレンジメント
『セレブリティ・スキン』はホールの音楽スタイルに大きな変化をもたらし、よりメインストリームなオルタナティブ・ロック・サウンドが強調された。『ペーパー』誌のジャエル・ゴールドファインはこのアルバムが「90年代のポスト・グランジ・パワー・ポップ・サウンドを定義した」と記した。『ローリング・ストーン』誌のジェームズ・ハンターはこのアルバムには「心臓の鼓動の中で銀色から荒々しい音へ」切り替わるギター・サウンドの変化が特徴的であると述べ、「ミニマリストの爆発、慣用的なセンス、そして正確無比なリズム」が溢れていると付け加えた。後に『インデペンデント』はこのアルバムがホールにとってのポップ・ロックの「時代」を切り開いたと紹介した。
2018年、ベーシストのメリッサ・オフ・ダ・マーは「それは私が目指したものではなく、コートニーとレーベルが目指していたものだった。
当時の私は『なぜこんな派手なものを作るの?』と感じていたけど、彼女には彼女のアートに対するビジョンがあった」と振り返った。しかしながら『ガーディアン』のレベッカ・ニコルソンはこのアルバムの輝かしいプロダクションには暗い意味があることに気づき、「『セレブリティ・スキン』の美学は競合するアイデンティティの混乱、光沢のある魅力とその怪しげな裏腹の押し引きに巻き込まれている。マイケル・バインホーンのプロデュースの洗練さと、シングルに付随する多額の予算を投じたビデオにもかかわらず、曲は漠然として生々しくシニカルであり、反抗的であると同時に用心深く、使い古されている」と指摘した。

## 歌詞とテーマ

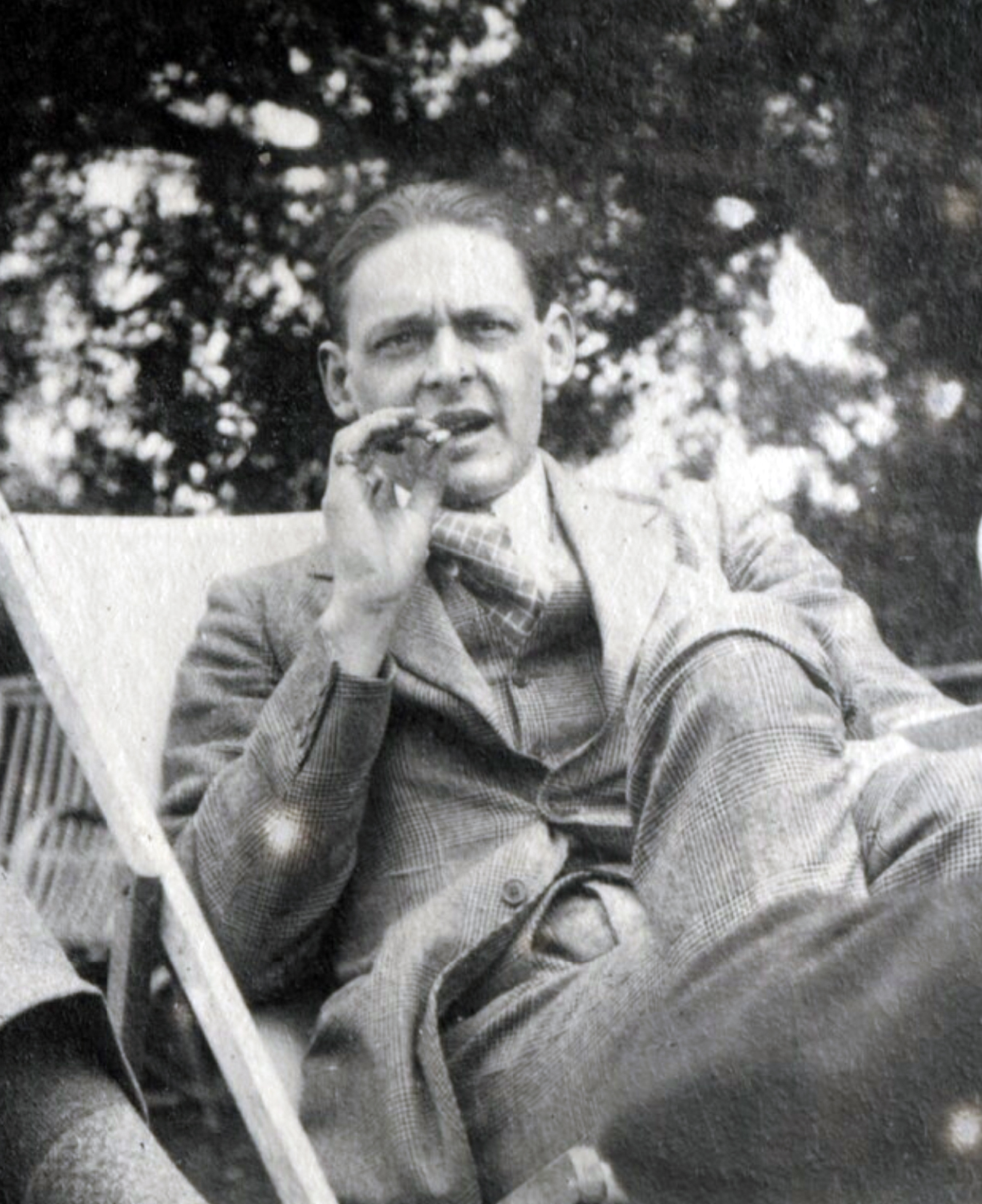
ラブはアルバムの歌詞を書く際にT・S・エリオットの作品の影響を受けた。

『セレブリティ・スキン』の作詞中、ラブは「素晴らしいフックと濃密な（叙情的な）ビジョンを融合させたい。（中略）私は自分が望む限りひねくれていたいのだが、同時にあなたもそれに合せて口ずさめるようにする」ことを狙った。彼女はT・S・エリオットなど様々な文学作品から影響を受けたと語っている。アルバムのいくつかの曲は複数の文学作品を参照し、時には直接引用している。アルバムのタイトル・トラックはダンテ・ロセッティの『生命の家』（「my name is might-have-been」）やウィリアム・シェイクスピアの『ヴェニスの商人』（「So glad I came here with your pound of flesh」）を直接引用している。アルバムの3枚目のシングル「オーフル」はニール・ダイアモンドの「チェリー・チェリーやアメリカの霊歌「スウィング・ロウ・スウィート・チャリオット」を引用している。
ハリウッドやカリフォルニア文化への様々な叙情的な言及がアルバム全体を通して存在する。バンドのデビュー作『プリティ・オン・ジ・インサイド』が「ロサンゼルスの嫌悪すべき側面、軽薄さ、セクシズム、暴力、ドラッグ」を扱っていたのに対し、『セレブリティ・スキン』はロサンゼルスの華やかな要素を、特に当時Aリスト・スターに上り詰めていたラブの視点から考察したものであるが、「そのコンセプトを解体され、彼女の過去の傷を蒸し返すために、公の場での再起という癒やしのかさぶたが剥ぎとられた」。テーマについて語る『ローリング・ストーン』のジェームズ・ハンターはこのアルバムは歌詞が「南カリフォルニアの約束と苦悩に取り憑かれている。売り切れた尻軽女、色あせた女優、妄信的なティーンエイジャー、『サマー・ベイビー』とハンサムな男、これらすべての『美しいゴミ』がアルバムの片隅にひしめいている」と指摘した。ギル・カウフマンはMTVにてアルバムについて「ラブの墜落炎上の歌詞は挑発的で自己言及的なフレーズに満ちており、二重、三重の意味を含んでいるかもしれない」と指摘した。
アルバムの作曲とレコーディング・セッションに関する1998年のインタビューでアーランドソンが述べているように、このアルバムのもうひとつの顕著な歌詞と審美的なテーマは水と溺死である。アーランドソンはジェフ・バックリィの溺死や、彼とオフ・ダ・マーの父がそれぞれ肺水腫と肺癌で亡くなったことを引き合いに出した。「それは文字通りのことだった」とアーランドソンは述べ、「溺死はこのレコードと私たちが失ったすべての人々のメタファーになった」と続けた。さらに歌詞のモチーフには天使、星々、天国が含まれている。アルバムを通して繰り返されるイメージについてラブは「私は巨蟹宮だ。私は再循環する」と語った。
アルバムのタイトルについてラブは当初は『Holy War』と名付けることを望み、彼女はそれが「ミッション・ステートメントだ。それほどまでに気取った、そして重大な声明だ。とてつもなく野心的だ」と感じていた。またアーランドソンはアルバム名を『Sugar Coma』にしたかったが、ラブはそれが「ペデストリアンで、サイクルの終わりを意味する。致命的な何かだ。もし幹部らが気に入ったら、それは悪いことだとわかる」と言って反対した。最終的なタイトル『Celebrity Skin』は1995年のジュールズ・ホランドとのインタビューでラブが予告したものであり、そこで彼女は「多く触れた」ので次のアルバムを『Celebrity Skin』と名付けようと考えていると冗談交じりに語っていた。その後彼女はその名前の由来がロサンゼルスの同名の短命に終わったバンドと、有名人のヌードを掲載した海賊版のポルノ雑誌からであると明かした。

## 発表
『セレブリティ・スキン』は1998年9月8日に国際的に発売された。これは2002年にホールが解散する前に発表した最後のアルバムとなった。ホールはその後フロントウーマンのコートニー・ラブによって2010年にアルバム『ノーバディーズ・ドーター』を発表するために新メンバーで復活した。

### シングル
ホールのレーベルであるDGCレコーズはアルバムの流出を防ぐために極端な対策を講じたにもかかわらず（事前に入手できた音楽ジャーナリストはアルバム試聴や録音を他者にさせないという「鉄壁」の契約を結んでいた）、1枚目のシングル「セレブリティ・スキン」は予定されていた発売日の3週間前に流出し、ニューヨークのラジオ局のWXRK（92.3 FM）とロサンゼルスのその姉妹局のKROQ-FM（106.7 FM）で1998年7月31日から8月2日にかけて「数十回」流された。DGCの広報担当のジム・マーリスは流出が自らのものであることを否定し、1998年8月3日にWXRKに対して停止通知を出した。それにもかかわらず、サンフランシスコのラジオ局のLive 105（105.3 FM）は翌週末にこのシングルを再び流した。
リード・シングルの「セレブリティ・スキン」はアルバムと同日の1998年9月8日に発売された。シングルはアメリカBillboard Hot 100で最高85位となり、イギリス、スコットランド、アイスランドではトップ20位入りを果たした。またアメリカのオルタナティヴ・ソングス・チャートとカナダのロック/オルタナティヴ・チャートでは首位を獲得した。このシングルは第41回グラミー賞で最優秀ロック楽曲賞と最優秀ロック・ヴォーカル・パフォーマンス賞（デュオまたはグループ）にノミネートされた。2枚目のシングル「マリブ」は1998年12月29日に発売された。シングルはアメリカBillboard Hot 100で最高81位となり、またオーストラリア、ニュージーランド、イギリスではトップ40位に入った。
「マリブ」はMTV Video Music Awards 1999の撮影賞とミュージック・ビデオ製作協会のミュージック・ビデオ撮影貢献賞にノミネートされた。シングルはまた第42回グラミー賞で最優秀ロック・ヴォーカル・パフォーマンス賞（デュオまたはグループ）にノミネートされた。アルバムの3枚目のシングル「オーフル」は1999年4月27日に発売された。シングルはアメリカのオルタナティヴ・ソングス・チャートで最高13位となり、またARIAトップ100シングル・チャートとイギリス・シングル・チャートにも入った。

### アートワーク

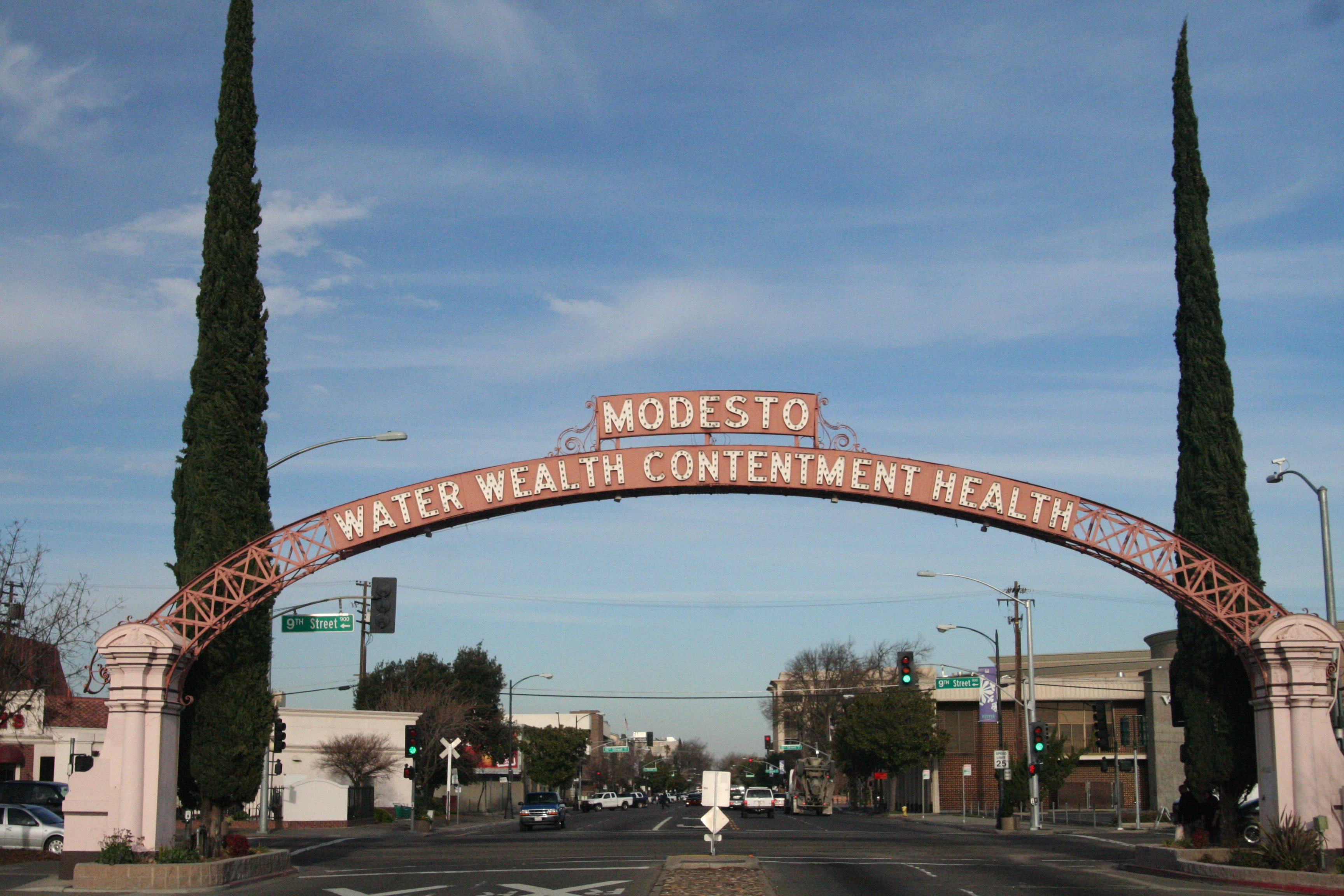
アルバムのライナーノーツにはモデスト・アーチの写真が掲載されており、水とカリフォルニアというテーマが繰り返し引用されている

アルバムのフロント・カバーには4人のメンバーが燃え盛るヤシの木の前に立っている白黒写真が使われている。この写真はポラロイドであり、当初はテスト撮影のつもりだったが、最終的にカバー・アートとして採用された。アルバムのアートディレクターであるジョー＝ママ・ニッツバーグはヤシの木と炎は本物であり、撮影中に突風が吹いて木が倒れたこともあったと回想している。ニッツバーグはアルバム全体のアートワークとパッケージの統一された視覚的テーマはロサンゼルスを人工的な「楽園」として強調することだったと述べた。
水と溺死という歌詞のテーマはアルバムのパッケージにも引き継がれており、カバー裏面にはポール・アルベール・ステックの絵画『溺れるオフィーリア』（1895年）をトリミングしたものが掲載されている。ライナーノーツにはモデスト・アーチ（「Water, Wealth, Contentment, Health」と書かれている）とロサンゼルス水電力局の写真が掲載されており、アルバムのテーマであるカリフォルニアへのこだわりが表現されている。ライナーノーツによるとこのアルバムは「ロサンゼルスの盗まれた水と溺れた人々」に捧げており、前者はカリフォルニア水戦争を指している。

## 評価
| 専門評論家によるレビュー               | 専門評論家によるレビュー |
| レビュー・スコア                       | レビュー・スコア         |
| 出典                                   | 評価                     |
| -------------------------------------- | ------------------------ |
| オールミュージック                     | [ 61 ]                   |
| 『オースティン・クロニクル』           | [ 62 ]                   |
| 『エンターテインメント・ウィークリー』 | C+                       |
| 『ガーディアン』                       | [ 64 ]                   |
| 『インデペンデント』                   | [ 65 ]                   |
| 『ロサンゼルス・タイムズ』             | [ 66 ]                   |
| 『NME』                                | 8/10                     |
| 『ローリング・ストーン』               | [ 28 ]                   |
| 『スピン』                             | 9/10                     |

『セレブリティ・スキン』は音楽評論家から好意的な評価を受けた。『ヴィレッジ・ヴォイス』のロバート・クリストガウはラブを「女優よりもパンク、ポップスターよりも女優」と評し、タイトル曲と 「オーフル」をアルバムの最も注目すべき曲として挙げた。『オルタナティヴ・プレス』のロバート・チェリーは『セレブリティ・スキン』のサウンドを「緻密にオーケストレーションされたギター、重層的なヴォーカル・ハーモニー、クオンタイズされたドラム、そして光沢のあるスタジオ・マジック」と評し、曲は「1000のAMクラシックのように神経を打つ」と述べた。『オースティン・クロニクル』のマーク・サヴロフはこのアルバムを「最も謎めいた女性による、夏の終わりのクランチ・ポップ」と評したが、ラブの「痛々しく、擬似フロイト的な脈絡」と「マイケル・バインホーンの巧みで南カルなプロダクション」を批判した。『ロサンゼルス・タイムズ』の批評家のロバート・ヒルバーンはアルバムを「荒々しい、感情的な乗り物」であり、「爽快で主流のコーティングよりもはるかに複雑な作品であると信じさせられる」と評した。『NME』のスティーヴ・サザーランドは「『セレブリティ・スキン』が鼻に叩きつけられて最初に思うことは、もう2度とロックンロールのレコードを聴く必要はないかもしれないということだ」と述べ、アルバムのサウンドをフリートウッド・マックと比較した。
『ローリング・ストーン』のジェームズ・ハンターはこのアルバムを「弾け、飛び跳ね、楽しく、インパクトの強い、ロックを燃料とするポップ」と評し、「あらゆる種類のスターが見えるようなノックアウトサウンドに満ちており、親しみやすく、激しく、同時に親密なものであることが多い」と述べた。一方、『スピン』のジョシュア・クローヴァーはこのアルバムを「引用と参照、物言と修正に満ちたレコード」と呼び、「素晴らしい曲があまりにも多く、これは壮大なポップ・レコードだ」と評した。『ミュージシャン』でもこのアルバム、特にアーランドソンのギターが高く評価され、「アーランドソンの疲れ知らずで偏執的なギターの妙技が『セレブリティ・スキン』にゴージャスなテクスチャーを響くようなパワーを与えている」と書かれた。『エンターテインメント・ウィークリー』のデヴィッド・ブラウンは「この音楽はホールがやってきたこれまでのどの音楽よりも滑らかで、張りがある」と評した。『ガーディアン』のキャロライン・サリヴァンは5つ星満点中3つ星を与え、「ラブとホールは常にテクニックよりもむしろフィーリングが重要だった。（中略）まあ、実際にはテクニックも少しは忍び込んでいるけど。『セレブリティ・スキン』のある部分をこれほど自信に満ち、これほどスムースはサウンドにしたプロセスは何であれ、テクニックとしか言い様がない」と評した。
オールミュージックの編集者のスティーヴン・トマス・アールワインは回顧評として、このアルバムを「70年代後半のカリフォルニア・ポップの全盛期を思い起こさせるような、輝くギターとかすんだメロディの釉薬」と書き、5つ星満点で3つ星半をつけた。『ステレオガム』のガブリエラ・クレイモアはこのアルバムの20周年を祝う記事の中で「洗練された退廃的なロック（のレコード）だが、その核心には腐った何かがある。（中略）ホールで最もサウンド的に完成されたアルバムだが、彼らのベスト盤ではない」と書いた。『Drowned in Sound』のトム・エドワーズの回顧評はより批判的であり、「オーフル」を「ゴージャスでピュアなブルース」、「ヒット・ソー・ハード」を「『Retard Girl』以来最高の愛についての曲」と評したが、「いずれにせよ空虚な音楽に満ちた弱いレコードだ」と結論づけた。

### 表彰
『セレブリティ・スキン』はいくつかの出版媒体での年末のリストで挙がった。『タイム』の1998年音楽のベストでは9位、『スピン』の年間トップ20アルバムでは11位、『ヴィレッジ・ヴォイス』のパズ&ジョップ批評家投票では11位となった。『ロサンゼルス・タイムズ』のロバート・ヒルバーンはこのアルバムを年間トップ10アルバムで5位とした。2013年の『NME』が選ぶ史上最高のアルバム500枚では265位となった。また、書籍『死ぬ前に聴くべき1001枚のアルバム』（2010年）にも掲載された。第41回グラミー賞では最優秀ロック・アルバム賞にノミネートされた。

## 商業成績
『セレブリティ・スキン』は商業的に成功しており、発売から1週間以内に各国でチャートインした。アメリカ合衆国では初週に8万6000枚を売り上げ、Billboard 200で初登場9位となった。アルバムは1998年10月13日にアメリカレコード協会（RIAA）よりゴールド認定され、さらにその後100万枚を超える出荷により12月21日にプラチナ認定された。2010年4月時点でアメリカ合衆国では140万枚を売り上げている。
またミュージック・カナダ（MC）からもプラチナ認定を受けており、10万枚を超える売り上げで最高3位を記録した。オーストラリアレコード産業協会（ARIA）からはダブル・プラチナ認定を受けており、14万枚を超える売り上げで最高4位を記録した。イギリスでは12万4221枚を売り上げて最高11位を記録し、英国レコード産業協会（BPI）よりゴールド認定された。さらにオーストリア・アルバム・チャートで最高15位、スイスのアルバム・チャートで6位、スウェーデンのアルバム・チャートで10位、さらにニュージーランドの音楽チャートで15位となってゴールド認定も受けた。

## トラックリスト
| 全プロデュース: マイケル・バインホーン。全作詞: コートニー・ラブ。 |                                            |                         | |      |
| #                                                                  | タイトル                                   | 作詞                    | 作曲 | 時間 |
| 1.                                                                 | 「セレブリティ・スキン」                   | コートニー・ラブ [ 10 ] | ラブ エリック・アーランドソン （ 英語版 ） ビリー・コーガン                                                    | 2:42 |
| 2.                                                                 | 「オーフル」                               | コートニー・ラブ [ 10 ] | ラブ アーランドソン メリッサ・オフ・ダ・マー パティ・シュメル （ 英語版 ）                                     | 3:16 |
| 3.                                                                 | 「ヒット・ソー・ハード」                   | コートニー・ラブ [ 10 ] | ラブ コーガン アーランドソン                                                                                   | 4:00 |
| 4.                                                                 | 「マリブ」                                 | コートニー・ラブ [ 10 ] | ラブ アーランドソン コーガン                                                                                   | 3:50 |
| 5.                                                                 | 「リーズンズ・トゥ・ビー・ビューティフル」 | コートニー・ラブ [ 10 ] | ラブ アーランドソン オフ・ダ・マー ジョードン・ザドロズニー （ 英語版 ） シャーロット・キャフィー （ 英語版 ） | 5:19 |
| 6.                                                                 | 「ダイイング」                             | コートニー・ラブ [ 10 ] | アーランドソン コーガン                                                                                        | 3:44 |
| 7.                                                                 | 「ユーズ・ワンス&ディストロイ」            | コートニー・ラブ [ 10 ] | ラブ アーランドソン オフ・ダ・マー シュメル                                                                    | 5:04 |
| 8.                                                                 | 「ノーザン・スター」                       | コートニー・ラブ [ 10 ] | アーランドソン                                                                                                 | 4:58 |
| 9.                                                                 | 「ボーイズ・オン・ザ・レディオ」           | コートニー・ラブ [ 10 ] | ラブ アーランドソン オフ・ダ・マー                                                                             | 5:09 |
| 10.                                                                | 「ヘヴン・トゥナイト」                     | コートニー・ラブ [ 10 ] | アーランドソン                                                                                                 | 3:31 |
| 11.                                                                | 「プレイング・ユア・ソング」               | コートニー・ラブ [ 10 ] | ラブ アーランドソン オフ・ダ・マー                                                                             | 3:21 |
| 12.                                                                | 「ペタルズ」                               | コートニー・ラブ [ 10 ] | ラブ アーランドソン コーガン                                                                                   | 5:29 |
| 合計時間:                                                          | 合計時間:                                  | 合計時間:               | 50:23 |      |

| #         | タイトル                     | 作詞                                     | 作曲・編曲                               | 時間 |
| --------- | ---------------------------- | ---------------------------------------- | ---------------------------------------- | ---- |
| 13.       | 「ベスト・サンデー・ドレス」 | Love Erlandson Kat Bjelland （ 英語版 ） | Love Erlandson Kat Bjelland （ 英語版 ） | 4:25 |
| 合計時間: | 合計時間:                    | 54:48                                    |                                          |      |

## パーソネル
クレジットは『セレブリティ・スキン』のライナーノーツと『Hit So Hard: A Memoir』より。
| ホール - コートニー・ラブ – リードヴォーカル、リズムギター - エリック・アーランドソン – リードギター - メリッサ・オフ・ダ・マー – ベース、バックヴォーカル - パティ・シュメル – ドラム ゲストミュージシャン - ディーン・カストロノヴォ – ドラム (クレジット無し) - ビリー・コーガン – ベース (3、12) - クレイグ・アームストロング – ストリングス (6、12) - デヴィッド・キャンベル – ストリングス (8) プロダクション - マイケル・バインホーン – プロデューサー、プログラミング - エリック・アーランドソン – アディショナルプロデューサー - ポール・ノースフィールド – エンジニア (コンウェイ・レコーディング・スタジオ) - ロブ・イートン – エンジニア (クアッド・レコーディング・スタジオ) - ジョー・バレシ – エンジニア (レコード・プラント・ウェスト) - フランク・フィリペッティ – エンジニア (オリンピック・スタジオ) - ジョン・ネルソン – アディショナルエンジニア (コンウェイ・レコーディング・スタジオ) - ベン・ホルト – アディショナルエンジニア - アン・ミンチェリ – アディショナルエンジニア - ポール・ウォルトン – アディショナルエンジニア | テクニカル - トム・ロード＝アルジ – ミキシング (1、2、6、7、9、11、12) - クリス・ロード＝アルジ – ミキシング (4、5、8、10) - ジャック・ジョゼフ・プイグ – ミキシング (3) - レオ・フェレーラ – ミキシングアシスタント - フェミオ・ヘルナンデス – ミキシングアシスタント - ロブ・ホフマン – ミキシングアシスタント - マイク・ディ – ミキシングアシスタント - ジム・シャンパン – ミキシングアシスタント - テッド・ジェンセン – マスタリング - ポール・デカーリ – プログラミング - マックス・ライゼンハワー – プログラミング - クリス・ヴレナ – プログラミング - ニック・フラングレン – プログラミング - クリス・ホワイトマイヤー – テクニシャン デザイン - ジョー＝ママ・ニッツバーグ – アートディレクション - ジャネット・ウォルズバーン – アートディレクション - フロント・カバー: グズマン (コンスタンス・ハンセン&ラッセル・ピーコック) - バック・カバー: 『溺れるオフィーリア』、ポール・アルベール・ステック作、1895年 (ジラウドン/アート・リソース、ニューヨーク) - マギー・ハラハン – フォトグラフィ - ロバート・ドーソン – フォトグラフィ - リチャード・プリンス – フォトグラフィ |

## チャート
| チャート (1998)                        | 最高 順位 |
| -------------------------------------- | --------- |
| オーストラリア (ARIA)                  | 4         |
| オーストリア (Ö3 Austria)              | 15        |
| ベルギー (Ultratop Flanders)           | 23        |
| ベルギー (Ultratop Wallonia)           | 48        |
| カナダ (RPM)                           | 3         |
| オランダ (MegaCharts)                  | 62        |
| ヨーロピアン・アルバム (Music & Media) | 16        |
| フランス (SNEP)                        | 24        |
| ドイツ (Offizielle Top 100)            | 21        |
| 日本アルバム (オリコン)                | 23        |
| ニュージーランド (RMNZ)                | 15        |
| ノルウェー (VG-lista)                  | 14        |
| スコットランド (OCC)                   | 18        |
| スウェーデン (Sverigetopplistan)       | 10        |
| スイス (Schweizer Hitparade)           | 26        |
| UK アルバムズ (OCC)                    | 11        |
| US Billboard 200                       | 9         |

| チャート (1998)                   | 順位 |
| --------------------------------- | ---- |
| オーストラリア・アルバム (ARIA)   | 83   |
| カナダ・トップ・アルバム/CD (RPM) | 90   |
| アメリカ Billboard 200            | 152  |

| チャート (1999)                 | 順位 |
| ------------------------------- | ---- |
| オーストラリア・アルバム (ARIA) | 45   |
| アメリカ Billboard 200          | 129  |

## 認定
| 国/地域                    | 認定        | 認定/売上数 |
| -------------------------- | ----------- | ----------- |
| オーストラリア (ARIA)      | 2× Platinum | 140,000^    |
| カナダ (Music Canada)      | Platinum    | 100,000^    |
| ニュージーランド (RMNZ)    | Gold        | 7,500^      |
| イギリス (BPI)             | Gold        | 100,000^    |
| アメリカ合衆国 (RIAA)      | Platinum    | 1,000,000^  |
| ^ 認定のみに基づく出荷枚数 |             |             |